# September (musikalbum)
 For alternative betydninger, se September (flertydig). (Se også artikler, som begynder med September)
September er et musikalbum, fra 2004 med den svenske artist September.
Albummet blev udgivet af Stockholm Records.

## Nummerliste
1. Same Old Song
2. September All Over
3. Get What You Paid For
4. La, La, La (Never Give It Up)
5. Mary Ann
6. We Can Do It
7. Can't Love Myself
8. Star Generation
9. Pretty World
10. Love Thing
11. Love For Free